# Taruper Graben
Der Taruper Graben ist ein Bach in der Gemeinde Hürup im Kreis Schleswig-Flensburg und der Stadt Flensburg im Norden der Halbinsel Angeln in Schleswig-Holstein. Der Taruper Graben entspringt auf einem Feld 97 m westlich der Straße Kühlroi im Südosten von Tastrup (Lage). Er mündet nach 2,8 km im Flensburger Neubaugebiet „Groß Tarup-Dorf“ in die Adelbybek (Lage).
Im Digitalen Gewässerkundlichen Flächenverzeichnis (DGFV) des Landesamtes für Landwirtschaft, Umwelt und ländliche Räume des Landes Schleswig-Holstein (LLUR) hat der Taruper Graben die Gewässernummer D im Bearbeitungsgebiet Flensburger Förde mit der Nummer 23. Er liegt zusammen mit der Adelbybek im Einzugsgebiet Nummer 961121. Dieses hat eine Größe von 7,22 km². Davon entfallen etwa 2,4 km² auf den Taruper Graben.

## Verlauf
Der Taruper Graben fließt westlich der Straße Kühlroi in einem offenen Graben in Richtung Südost. An seinem Ursprung münden zwei Drainageleitungen von Kühlroi und einem Knick in den Graben. Nach 123 m macht der Graben einen Knick nach Nordosten, um nach weiteren 125 m in einer Rohrleitung (⌀ 50 cm) nach Norden zu fließen. In mehrfachem Wechsel zwischen offenem Graben und Rohrleitung erreicht der Taruper Graben schließlich das Flensburger Neubaugebiet „Groß Tarup-Dorf“. Dort befindet sich ein großes Regenrückhaltebecken, vor dem der Bach nach Osten abknickt und in einem kurzen mäandrierenden Lauf in die Adelbybek mündet.
| Gewässer-Nr. | Gewässername   | Anlagenart                                     | Lage Länge / Breite         | Lauflänge [km] | Bemerkung                    |
| ------------ | -------------- | ---------------------------------------------- | --------------------------- | -------------- | ---------------------------- |
| D            | Taruper Graben | Graben, o. A.                                  | 54° 45′ 25″ N, 9° 29′ 26″ O | 0              | Beginn des Wasserkörpers     |
| D            | Taruper Graben | Graben, o. A.                                  | 54° 45′ 23″ N, 9° 29′ 35″ O | 0,24834        | Ende des 1. Grabenabschnitts |
| D            | Taruper Graben | Rohrleitung ⌀ 0,25 m / 0,5 m / 0,35 m / 0,40 m | 54° 45′ 38″ N, 9° 29′ 33″ O | 0,87315        | Ende des 1. Rohrabschnitts   |
| D            | Taruper Graben | Graben, o. A.                                  | 54° 45′ 40″ N, 9° 29′ 43″ O | 1,6578         | Ende des 2. Grabenabschnitts |
| D            | Taruper Graben | Rohrleitung ⌀ 0,6 m                            | 54° 45′ 46″ N, 9° 29′ 46″ O | 1,26741        | Ende des 2. Rohrabschnitts   |
| D            | Taruper Graben | Graben, o. A.                                  | 54° 45′ 50″ N, 9° 29′ 44″ O | 1,41977        | Ende des 3. Grabenabschnitts |
| D            | Taruper Graben | Rohrleitung ⌀ 0,5 m                            | 54° 45′ 56″ N, 9° 29′ 30″ O | 1,73720        | Ende der 3. Rohrabschnitts   |
| D            | Taruper Graben | Graben, o. A.                                  | 54° 46′ 2″ N, 9° 29′ 18″ O  | 2,02863        | Ende des 4. Grabenabschnitts |
| D            | Taruper Graben | Rohrleitung ⌀ 0,6 m                            | 54° 46′ 3″ N, 9° 29′ 16″ O  | 2,07371        | Ende des 4. Rohrabschnitts   |
| D            | Taruper Graben | Graben, o. A.                                  | 54° 46′ 5″ N, 9° 29′ 13″ O  | 2,15869        | Ende des 5. Grabenabschnitts |
| D            | Taruper Graben | Rohrleitung ⌀ 0,6 m                            | 54° 46′ 6″ N, 9° 29′ 12″ O  | 2,18462        | Ende des 5. Rohrabschnitts   |
| D            | Taruper Graben | Graben, o. A.                                  | 54° 46′ 8″ N, 9° 29′ 9″ O   | 2,26350        | Ende des 6. Grabenabschnitts |
| D            | Taruper Graben | Rohrleitung ⌀ 0,6 m                            | 54° 46′ 11″ N, 9° 29′ 6″ O  | 2,38572        | Ende des 6. Rohrabschnitts   |
| D            | Taruper Graben | Graben, o. A.                                  | 54° 46′ 13″ N, 9° 29′ 5″ O  | 2,45189        | Ende des 7. Grabenabschnitts |
| D            | Taruper Graben | Rohrleitung ⌀ 0,6 m                            | 54° 46′ 14″ N, 9° 29′ 3″ O  | 2,49989        | Ende des 7. Rohrabschnitts   |
| D            | Taruper Graben | Graben, o. A.                                  | 54° 47′ 38″ N, 9° 29′ 26″ O | 2,75011        | Mündung in die Adelbybek     |

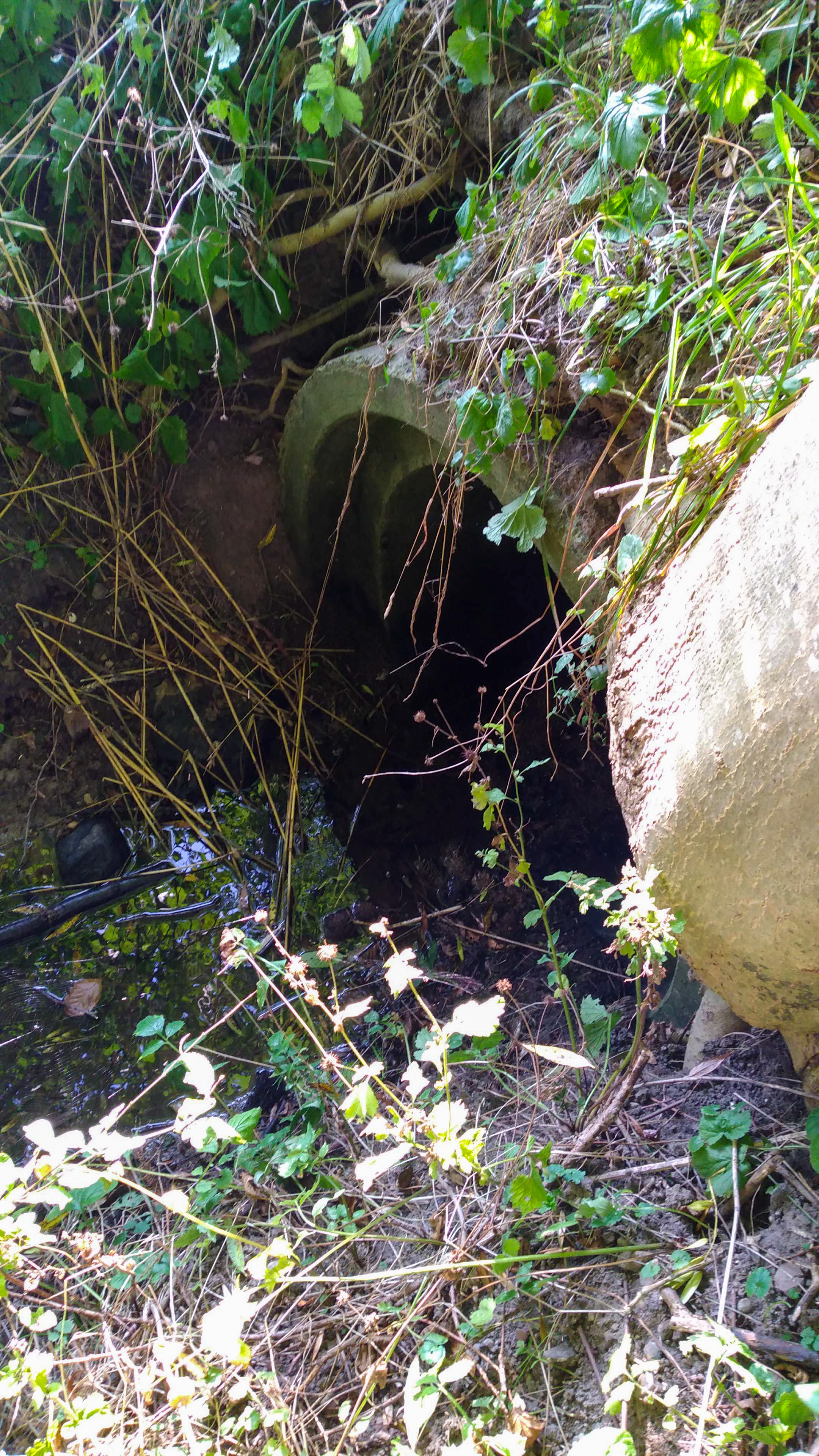
Taruper Graben mit ⌀ 0,6 m Rohrdurchführung unter die Straße Kroglücke bei Flusskilometer 2,02
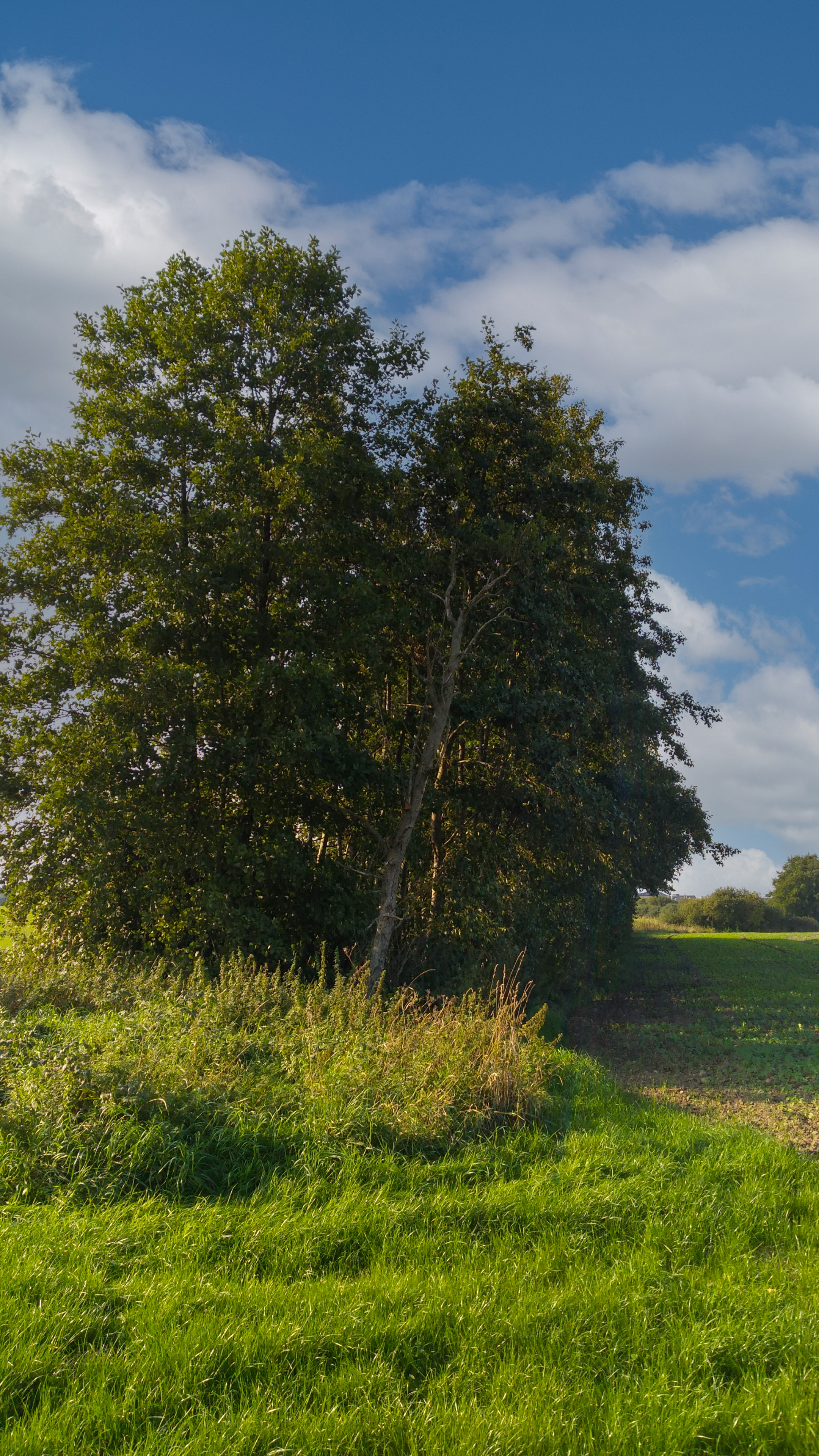
Taruper Graben nach der Durchführung unter der Straße Kroglücke bei Flusskilometer 2,07
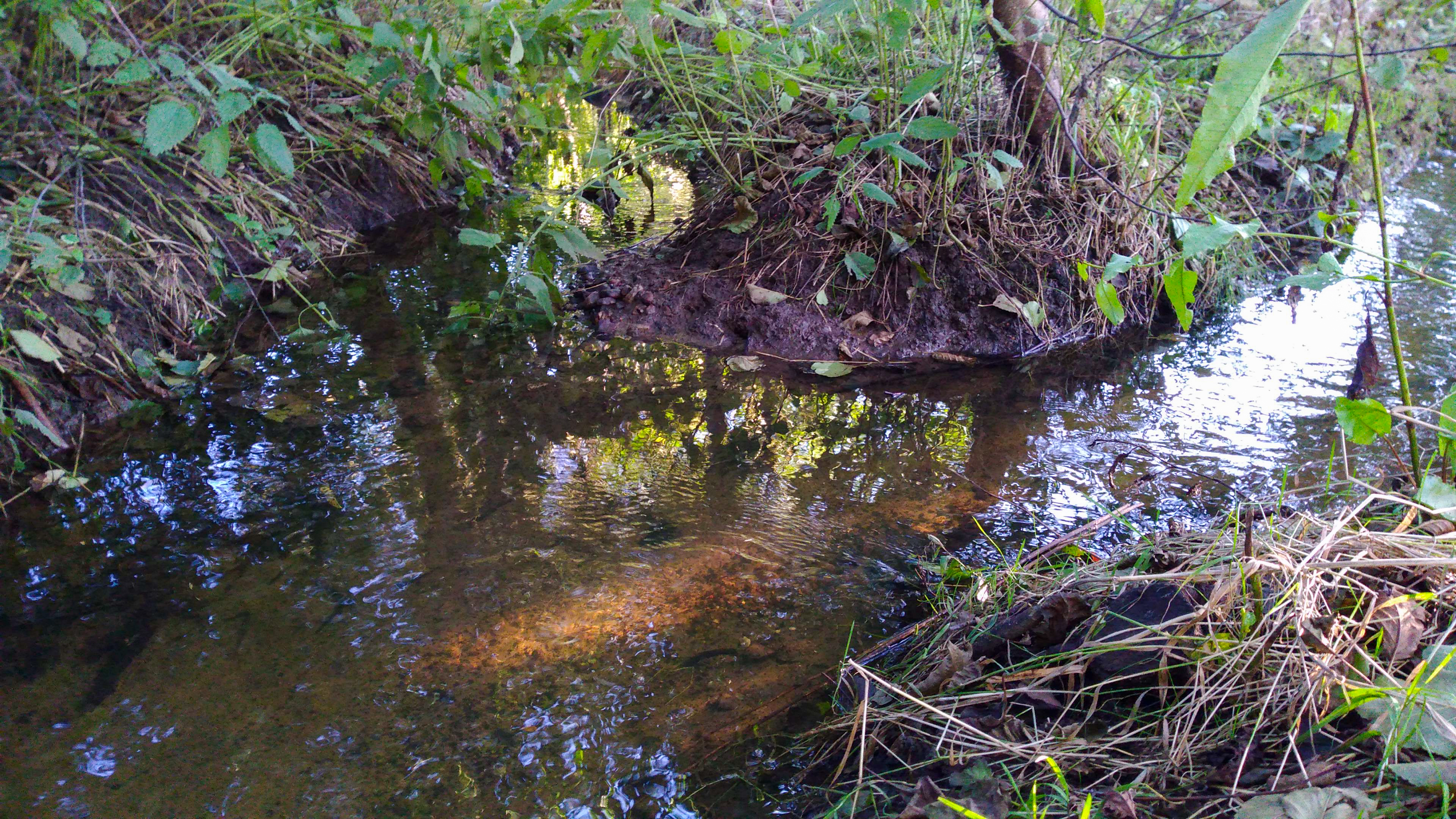
Mündung des Taruper Grabens (rechts) in die Abelbykek (links)

## Infrastruktur
Der Taruper Graben weist in seinem Verlauf zwei Sohlenbauwerke und vier Wegedurchführungen auf.

## Gewässerökologie und -chemie
Der Taruper Graben ist zwar nicht im Wasserkörpersteckbrief der Bundesanstalt für Gewässerkunde (BfG) für die Adelbybek/Lautrupsbach (Kennung DE_RW_DESH_ff_02) ausdrücklich erwähnt, ist aber als größerer linker Zulauf für deren ökologischen und chemischen Zustand von Bedeutung. Der Wasserkörpersteckbrief weist den Wasserkörper Lautrupsbach als „erheblich verändert“ aus. Sein ökologisches Potenzial wird als „mäßig / schlechter als gut“ und sein chemischer Zustand wegen erhöhter Quecksilber- und Nitratgehalte als „nicht gut“ bewertet. Alle drei erwähnten Gewässer sind seit 1990 durch den Bau neuer Umgehungsstraßen und neuer Stadtteile einschließlich neuer Infrastruktur in ihrem Lauf erheblich verändert worden. Bis zum Jahre 2027 soll der ökologische und chemische Zustand des Gewässers den Wert „gut“ erreichen. Maßnahmen zur Erreichung dieser Ziele sind nicht aufgeführt.